# Ponerorchis chusua
Ponerorchis chusua är en orkidéart som först beskrevs av David Don, och fick sitt nu gällande namn av Károly Rezsö Soó von Bere. Ponerorchis chusua ingår i släktet Ponerorchis och familjen orkidéer. Inga underarter finns listade i Catalogue of Life.